# Iris Chacón
Iris Chacón Tapia (Santurce, 7 de marzo de 1950) es una vedette, actriz, bailarina y presentadora puertorriqueña.

## Inicios
Desde edad muy temprana se destacó su inclinación a las artes, estudió el jazz y baile. Inició su carrera a finales de la década del 60, como bailarina de los programas de Sylvia de Grasse en el canal 2 de Telemundo. En 1969 se unió sentimentalmente con el actor y productor Elín Ortiz. Con él, Iris comenzó a trascender en los medios de comunicación como bailarina y cantante. Luego contrajo nupcias con el músico Junno Faría, con quien está casada y lleva tres décadas de feliz matrimonio. Del mismo, nació su única hija, Katiria Bárbara Faría Chacón, quien hoy es abogada de profesión.
En 1973, Iris fue contratada por Wapa Televisión con carácter de exclusividad. Su espacio sabatino, El show de Iris Chacón, ocupó con regularidad los primeros lugares de las encuestas televisivas hasta entrada la década de 1980.
Su programa El Show de Iris Chacón fue retransmitido en 15 países de Latinoamérica, siendo uno de los más populares en toda la región latinoamericana, específicamente Centroamérica y el Caribe. A raíz del éxito alcanzado en su programa, es contratada para presentar su espectáculo en el club Caribe del Hotel Caribe Hilton, donde realizó varias temporadas.
Actuó en varias películas, junto a actores y artistas de la talla de Manolo Escobar, Lin-Manuel Miranda, Marc Anthony y otros. Varias de estas películas fueron filmadas en España y los Estados Unidos. También protagonizó varias telenovelas, entre ellas: Sabel, Yo sé que mentía, Escándalo junto a Charytín Goyco, y tuvo una participación especial en la novela Tanairí, en la que realizó un extraordinario papel de esclava negra.

## Trayectoria
Simultáneamente, su carrera discográfica, aunque no fue prolífera 11 producciones le dio innumerables éxitos radiales como "Caramelo y chocolate", "Rey de amores", "Sabes amar", "Con tu amor", "Te vas y qué", "Yo te nombro, libertad", "Yo sé que mentía", "El manicero", "Tu boquita" por la que obtuvo un disco de oro, "El tren de seis", "Soy rebelde"", entre otras.
En la televisión estadounidense se ha presentado en The Morning Show, David Letterman, The Merv Griffin Show entre otros. Llevó más de 25,000 personas al Radio City Music Hall en Nueva York. Además, realizó múltiples presentaciones en la televisión latinoamericana en programas tales como "Sábado Sensacional" en Venezuela, y "La Movida' con Verónica Castro en México. Previo a su aparición en "La Movida", permaneció un año en el país azteca, presentándose en palenques y realizando una temporada en el "Marrakesh". 
La vedette de América también grabó una serie de anuncios televisivos, los cuales se convirtieron muy populares en su época. Es de nunca olvidar la famosa frase ¡De cúlan yo sí sé! (frase del anuncio del refrigerador / anticongelante Amalie, pagado por AMCAR, Inc.), donde Iris hacia referencia al anticongelante Amalie y obviamente entre líneas el mensaje subliminal, por sus hermosas y espléndidos glúteos.

## Discografía
- Ven a mi mundo (1969)
- Tú no eres hombre (1970)
- Yo soy Iris Chacón (1971)
- La aventura de vivir (1971)
- La Vedette de América (1972)
- Iris Chacón (1973)
- Iris Chacón (1974)
- Mi maridito (1974)
- Iris Chacón (1975)
- Iris Chacón (1977)
- Iris Chacón Disco (1978)
- Mucho, poquito y nada (1978)
- Yo sé que mentía (1982)
- Am I a tease? (1989)
- Sus grandes éxitos (1991)